# HEN
HEN (en castellano Red Experimental Heterogénea) una estructura informática que mediante la implementación de varios tipos de redes, permite realizar pruebas y experimentos para la investigación de tecnologías de red. 

## Introducción

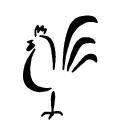
Logo de HEN.

HEN ha sido diseñado para llevar a cabo una amplia gama de experimentos como pueden ser:
- Control de congestión de nodos.
- Enrutamiento a gran escala.
- Gestión de servicio. (Mejoras para ISP)

Para conseguir esto, el núcleo de HEN consistirá en una cifra de entre 80 y 100 nodos, cada uno con 4 Gigabits para las interfaces experimentales y 1 Gigabit para la interfaz de administración, necesaria para iniciar desde la red el nodo, controlando el experimento y almacenando los resultados. Además de los nodos, en HEN serán incluidos cierto número de routers y dispositivos de red de diversas clases, utilizados con el fin experimental que da lustre al proyecto HEN. El campo de pruebas también constará de una gran cantidad de equipamiento inalámbrico, incluyendo 802.11 y sensores.

## Detalles

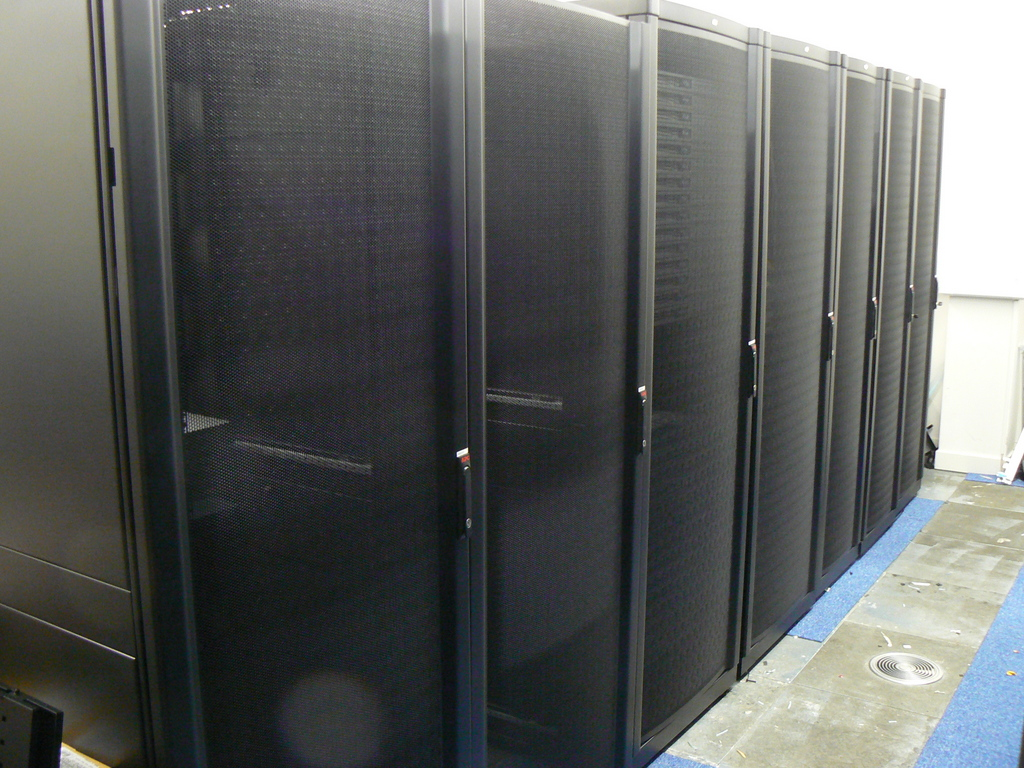
Equipamiento.

HEN es la Red Experimental Heterogénea del Grupo de Investigación de redes de la Universidad de Londres, enclavado en unas instalaciones diseñadas para facilitar la investigación y el desarrollo de redes en un entorno controlable y reconfigurable.
HEN consiste en una gran variedad de nodos de red experimentales con una capacidad variable. Cada nodo tiene varias interfaces, y es arrancado via red desde el servidor central, permitiendo al experimentador intercambiar rápidamente el sistema operativo que se está ejecutando en cada nodo. La columna vertebral de HEN consiste en un switch Force 10 E1200, con casi 500 puertos de red de alta velocidad. Este switch puede ser configurado a conciencia usando VLANs para que el experimentador pueda construir una topología de red compleja con facilidad. El switch no es bloqueante, así que varios experimentos pueden ser llevados a cabo simultáneamente en HEN. 
La meta de HEN es cubrir el espacio vacío que hay entre la simulación y el despliegue del trabajo real. Muy menudo las investigaciones en materia de redes han sido confinadas a la simulación, en ocasiones teniendo como resultado un problema demasiado simplificado como para cubrir todas las soluciones, o bien dejando muchas dudas en cuanto a la validez de los resultados. La alternativa era reducir la escala de dichas investigaciones para intentar encajarlas en PC de a pie, o bien aplicarlas directamente al mundo del trabajo real, llevándonos a resultados irreproducibles e incomprensibles. HEN es un intento para solventar estos problemas.

## Hardware
Sun Microsystems X4100 

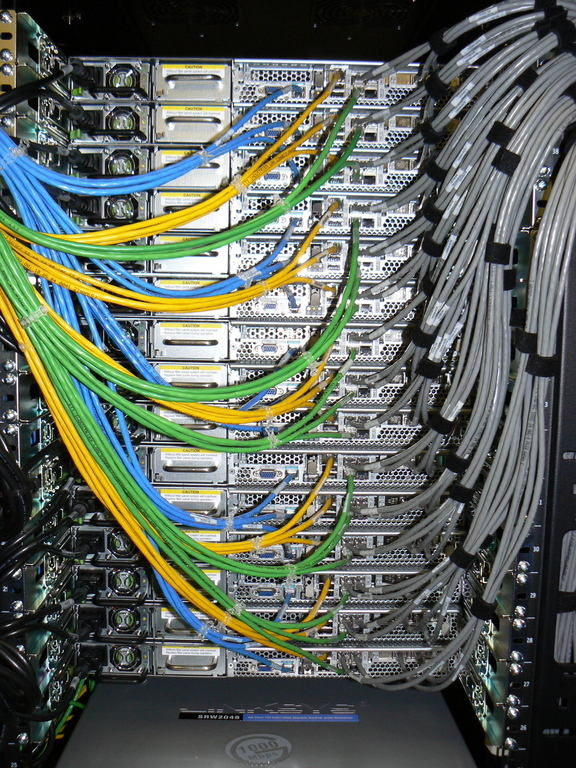
Hardware.

- http://www.sun.com/servers/entry/x4100/

Sun Microsystems V20z
- http://www.sun.com/servers/entry/v20z/index.jsp

Dell 1850
- https://web.archive.org/web/20070224181830/http://www.dell.com/content/products/productdetails.aspx/pedge_1850

Dell 1950
- https://web.archive.org/web/20070306132840/http://www.dell.com/content/products/productdetails.aspx/pedge_1950

Xen
- http://www.cl.cam.ac.uk/research/srg/netos/xen/